# 인간 관계

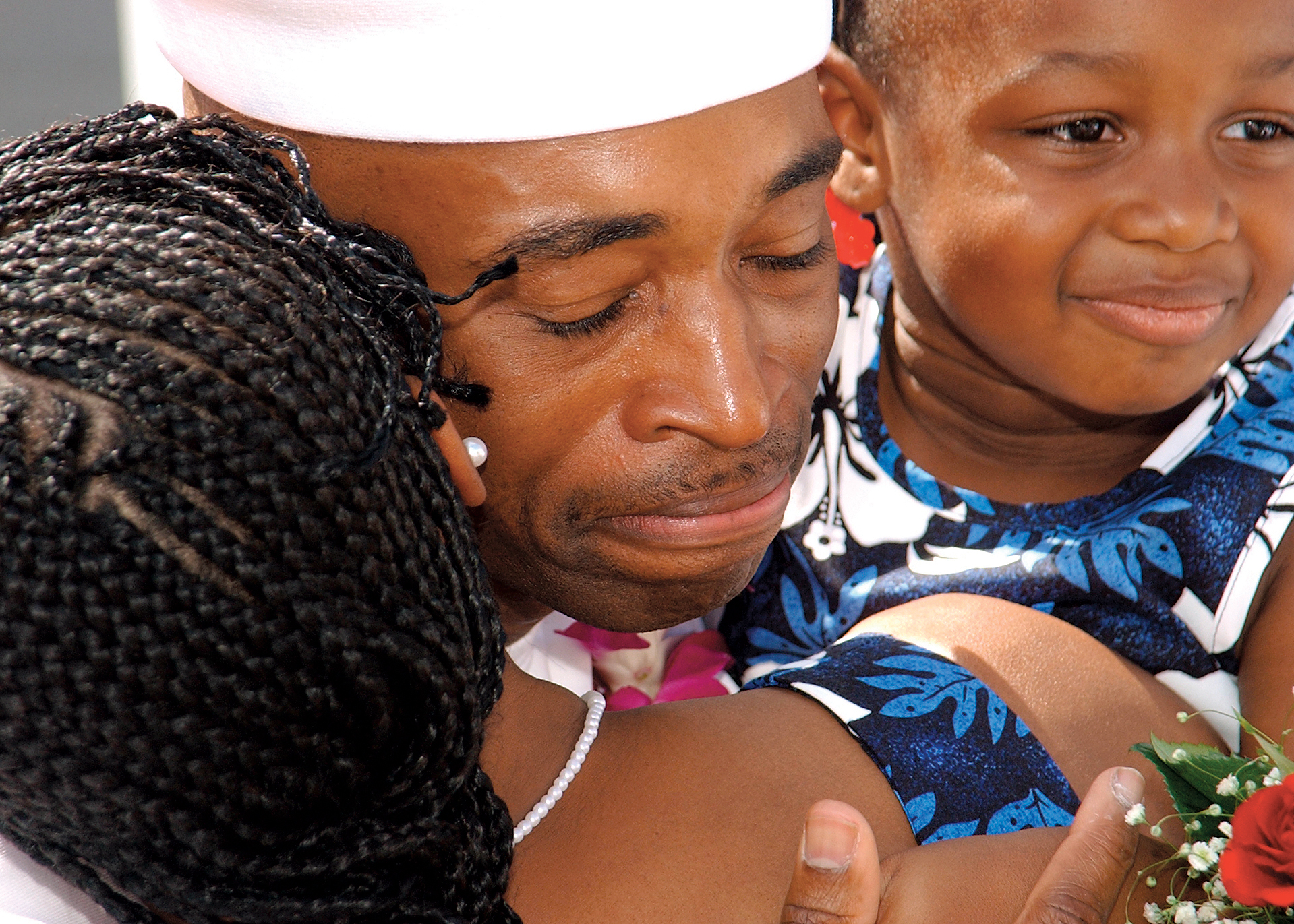

인간관계(人間關係, 영어: interpersonal relation/relationship) 또는 대인관계(對人關係)는 둘 이상의 사람이 빚어 내는 개인적이고 정서적인 관계를 가리킨다. 이러한 관계는 추론, 사랑, 연대, 일상적인 사업 관계 등의 사회적 약속에 기반을 둔다.
인간은 사회적 존재로 태어날 때부터 타인의 도움과 보호를 필요로 하는 의존적 존재이기도 하다. 따라서 인간은 가족, 연인, 동료 등 사회를 구성하여 서로 상호작용하면서 살아간다. 인간은 사회적 존재이기 때문에 다양한 인간과 상호작용을 맺어가면서 살아갈 수밖에 없다. 현대사회에 이르면서 그 중요성이 높아지고 인간관계의 도구와 기술, 관리 방법에 대한 관심이 높아지면서 인간관계론이 등장하기도 했다.
1920년대부터 1930년대에 걸쳐 실시한 웨스턴 일렉트릭(western electric)의 호손 공장의 실험에서 메이요(Elton Mayo)가 과학적으로 문제시하기도 했다. 이는 임금, 작업 시간, 휴식 시간, 조명, 온도 등의 작업 조건보다도 노동자의 감정, 동기 등의 심리적 조건이나 타인 및 집단에서의 영향인 사회적 조건 쪽이 오히려 생산 능률에 큰 작용을 갖는다고 밝혔다. 따라서 인사관리나 노무관리는 인간이나 집단, 조직과 같은 특질을 더욱 현실적으로 분석하고 그것을 기초로 하여 새로운 관리체제를 설정해야 한다고 보았다.

## 대인관계증진
대인관계에 있어서 대인관계능력(對人關係能力)은 심리학에서 다른 사람의 생각이나 감정을 잘 이해하며 조화롭게 관계를 유지하며, 갈등이 생겼을 때 이를 원만하게 해결할 수 있는 능력을 말한다. 한편 대인관계매력(對人關係魅力)은 다른 사람의 어떤 성향이나 행위에 대해서 지니고 있는 긍정적 태도의 정도이다.
한편 대인관계에 있어서 주요하게 거론되는 요소는 자신과 타인과의 관계형성에서 갈등의 긍정적인 해결을 위한 선행적인 자신에 대한 이해와 타인에 대한 감정의 공감 그리고 공감형성의 자산적 가치에 대한 인식이 언급된다. 대화나 행동하는 용기와 칭찬하는 공감능력 그리고 사회적지지를 다른사람에게 해줄 수 있다는 자신의 인적 자원으로서의 가치에 대한 인식 등이 중요한 요소로 작용하는 것으로 알려져있다.

그러나 다른 시각에서는 대인관계가 형성되는 체계내에서 목표로하는 결과를 만들어내는 능력이 이러한 대인관계의 관건으로 바라보는 면도 있다.따라서 대인관계는 일방적인것이라기보다는 상대적이고 더 나아가 사회적이라는 인식이 필요하다.

## 사회관계
이러한 인간관계를 자산으로 인식하는 인적 네트워크뿐만아니라 사회관계(社會關係)라는 사회생활을 영위하는 데 필요한 인간관계를 포함하는 사람과 사람 사이에 사회적 행동과 교섭이 거듭됨으로써 생기는 관계로까지 확대하여 볼수도 있는데 이는 주로 사회생활의 정적(靜的)ㆍ구조적 측면을 가리킨다. 예를 들면 사회의 법이 개정을 통해서 변화하는 사회에 동질감을 유지한다든지  국어 언어의 표준이 계속해서 변화에 발맞춘다든지 하는 제도적 문화적 현상도 넓은 의미에서의 인간관계에 포함해 볼 수 있다.

## 같이 보기
- 인간관계론
- 호손 효과
- 사회관계론

## 참고자료
- 김광수 (2011년 3월 10일). 《인간관계론》. 도서출판 청람.
- 이 문서에는 다음커뮤니케이션(현 카카오)에서 GFDL 또는 CC-SA 라이선스로 배포한 글로벌 세계대백과사전의 내용을 기초로 작성된 글이 포함되어 있습니다.